# Hieracium nigroolivaceum
Hieracium nigroolivaceum es una especie de planta con flor del género Hieracium, de la familia Asteraceae, orden Asterales.

## Distribución
Hieracium nigroolivaceum se distribuye por Suecia.

## Taxonomía
Fue descrita científicamente por Folin.